# パチスロ戦国無双
パチスロ戦国無双（パチスロせんごくむそう）は、2007年に山佐が開発・販売したパチスロ機（5号機）。コーエーが発売しているコンピュータゲーム『戦国無双』シリーズを基にしたタイアップ機である。保通協における型式名は「センゴクムソウJ」。

## 概要
- 本機は最大280枚獲得できるビッグボーナスと63枚獲得できるバトルゲーム、そして1Gにつき1.04枚増える戦国RUSHと呼ばれるARTでコインを増やしていくゲーム性である。
- 通常の機種でいうところの上段一直線、下段一直線が無効である代わりに、小V形と小山形のラインが有効になる変則5ライン機である。
- ボーナスは単独も存在するが殆どの場合、小役重複で当選する。とりわけ特殊リプレイ（リプレイ・リプレイ・チェリー）の期待度が高く、ART・RT中に成立した場合はボーナス確定。
- 真田幸村、服部半蔵、前田慶次の中からキャラクターを選択し、それぞれで異なるゲーム性が用意されている。
- キャラクター変更は通常時、ボーナス確定画面で行える。ただし連続演出中、ボーナス中、戦国RUSH中、RT中は変更ができない。

## ビッグボーナス
- ビッグボーナス（以下BBと表記）後は必ず戦国RUSHに突入する。
- BB中に獲得した無双ゲージの個数により戦国RUSHの継続率等が変化する。
  - 無双ゲージは「2択10枚役を正解し入賞」「ベル成立時の20%」で獲得でき、最大5個まで貯まる。
  - BB中に2択の突忍が一度も発生しなかった場合はゲージ5個として扱われる。この際ベルで点灯した場合でもゲージは5個扱いになる。
- 設定1が1/455、設定6が1/426とボーナス確率はあまり変わらず、後述する戦国RUSHに設定差がつく要素が集中している

## バトルゲーム
- バトルゲーム（以下BGと表記）中は織田信長とのバトルが繰り広げられる。勝利すると無限戦国RUSHに突入する。高設定ほど勝利確率が高い。
- 戦国チャンス中に当選したBGではバトルで勝利する確率が大幅にアップする。
- 敗北した場合はRTに突入する。RT中は液晶に変化はないが台枠が青く光る。パンク役である勇・覇頭のシングルボーナスが入賞した場合終了するが、RT中にベル・チェリー[1]成立時、10枚役の2連続成立時の昇格抽選に当選した場合、無限戦国RUSHに昇格する。

## 戦国チャンス
- 戦国チャンス（以下SCと表記）は内部的に高確率の状態を表し、高設定ほど突入しやすい。
- SCに突入しても必ず告知されるわけではない。
- 一騎当千ランプ点灯はSC中であることを外部的に表す演出である。点灯確率は武将毎に異なり、前田慶次が最も高い。
- 通常時にベル・チェリー[1]・10枚役の2連続成立で抽選され、当選すると高確率に昇格する。前述の通り、必ずしも戦国チャンス演出になるとは限らない。
- SC中に当選したボーナスではRUSHの継続率・無限RUSH突入率が優遇される。
  - BB…戦国RUSHの継続率が優遇。慶次の場合、規定回数が優遇される。
  - BG…無限戦国RUSH突入率が大幅に優遇される。
- ボーナス当選後1059Gを経過（1060G以降）すると次回ボーナス入賞まで高確率状態となる。
  - 常にSC中になるのではなく、あくまでボーナス入賞時にSCのテーブルを参照するだけである。
  - ボーナス後には最低でも50GのSCが振分けられる。
- SCはゲーム数の上乗せがある。SC中に再度SCに当選したり、ボーナスに当選すると当選したゲーム数がそのまま上乗せされる。
  - 最低でもSC当選は25G、ボーナス当選は50Gの上乗せが行われる。
- ボーナス確定画面で当選しているボーナス図柄をテンパイさせ各武将の台詞が入るとSC中確定。
- 台詞はSC中でのテンパイ時1/2.67（37.4%）の確率で発生する。

## 戦国RUSH
- 戦国RUSHはリプレイ確率が上がり、通常2択の10枚役をナビにより確実に獲得できる。ボーナス当選。勇、覇頭のシングルボーナス絵柄が揃うと終了する。
- 2択シングルボーナスとは、赤い「勇」絵柄、または紫の「覇」絵柄を頭にし、中にリプレイ、右にベルの絵柄の組み合わせによる2択になっている。
- パンク役は3人共通でナビされた色と逆の図柄を狙うことにより、RUSHを延命することが可能。
  - 赤色のナビ時は信長（BG）絵柄付近の「覇」絵柄。
  - 紫（紺）色のナビ時は幸村（BB）絵柄付近の「勇」絵柄。
- パンク役のナビが行われない場合、自力で回避することによりRUSHを延命することが可能。
- 三人共通で、液晶左上の宝玉が赤か紫に光ると10枚役のナビ。左リールに指定の絵柄を押すことで10枚役を獲得可能
- 武将・設定・BB中の無双ゲージ・状態（通常or戦国チャンス）によってRUSH継続率、無限戦国RUSH突入率が変化する。
- 全キャラ共通でパンク役ナビ時にボーナスが確定する演出が存在する。
- パンク役の回避に失敗、またはボーナスに当選でBGMが鳴りやむ仕様となっている。
- 戦国RUSHをループさせ、BBに当選するとBGMが変化する。
  - 2回目のBBでは「己が運命」3回目では「天下無双」が流れ以降は「天下無双」から変化しない。また3回目以降は入賞時に武田信玄により「おことこそ真の戦国無双じゃ」という台詞が流れる。
  - 変化条件は戦国RUSHを継続させる間にBBを3回揃える。BGからスタート、間にBGを挟んでも変化するが回数にはカウントされない。
- 真田幸村はRUSH突入時にナビ確率が抽選され、パンク役のナビが発生する。
  - パンク役演出には国崩し砲が発生する。
  - パンク役の自力ナビは黒国崩し砲。回避に失敗すると、幸村が倒れて戦国RUSH終了。
  - ボーナス確定演出として黒国崩し砲で一度敗北するが、復活する場合がある。
  - ファイア絵柄の大砲が出現した場合、高継続率のRUSH（無限RUSHの可能性も含む）であることが確定する。なお、当該Gでボーナス及びパンク役が成立している可能性はない。
  - RUSH突入後1000G以降に当選したボーナスは一定の確率で「1000人斬り」演出が発生する。
- 服部半蔵はRUSH突入時に小役毎にナビ獲得確率が抽選される。
  - パンク役演出には襖が発生する。
  - パンク役の自力ナビは白襖。回避に失敗すると、半蔵は城外に脱出して戦国RUSH終了。
  - 毎ゲーム成立役毎にナビ獲得抽選を行う。当選した場合、次回パンク役のナビが発生する。パンク役間にナビを獲得できなかった場合は、パンク役成立時に2択10枚役成立時と同確率でナビ獲得抽選を行い、当選した場合にはナビが行われる。そのため、RUSH突入Gと連続でパンク役が成立したGは無限RUSHを除きナビ獲得の期待度が落ちてしまう。（パンク役のナビ獲得率に依存されるため）
  - ナビの獲得は1つのみ。
  - RUSH1G目(パンク役成立時及びボーナス確定演出の一部を除く)は燭台に3つの炎が燃えている画面になる。この炎は左から「リプレイ」「チェリーSIN及びベル」「2択10枚役及びパンク役」が成立した際にナビを獲得する確率の期待度を示唆している。
  - 徳川家康を発見した場合ボーナス確定。
- 前田慶次はナビは一切行われない。ただしパンク役規定回避数が抽選されており、その回数だけ自力で回避すると「無限戦国RUSH」に突入する。
  - パンク役演出は無限戦国RUSHの欄に後述。
  - パンク役の自力ナビは大岩と巨木。背景が森の状態で巨木が登場すると規定回数が1回もしくは2回であることが確定する。回避に成功すると、対象が破壊され光が差し込み、道が開く。先の道が桜だと「無限戦国RUSH」確定。回避に失敗すると、慶次が落胆して戦国RUSH終了。
  - 無限RUSHではないにもかかわらずボーナス確定演出として阿国が出現する場合がある。

## 無限戦国RUSH
- 戦国RUSHはパンク役を揃えると終了してしまうが、パンク役を完全にナビすることで確実に回避でき、実質的には次回ボーナスまで継続する。これを無限戦国RUSHという。
- SC中成立のBBで無双ゲージを5個ためると100%無限戦国ラッシュになる。
- 3人共通で、無限戦国RUSHは非無限RUSH時のBGMと異なる。
- 無限戦国RUSHへの自力昇格が可能なのは前田慶次のみ。真田幸村、服部半蔵に関してはそれぞれ最初から「パンク役ナビ率100%」が選択されることで無限戦国RUSHとなるが、BG勝利時、RTからの昇格時以外は無限RUSHが確定している場合でも非無限RUSH時のBGMでスタートする。
- 真田幸村は、背景の変化はなく通常RUSHと異なるのはBGMのみ。
  - BGMの変化は、リプレイorチェリーSIN時一定の確率で抽選を行う。この際第3停止ボタンまで効果音が継続する。
- 服部半蔵は、背景の変化はなく通常RUSHと異なるのはBGMのみ。
  - BGMの変化は、パンク役成立時を除く毎G一定の確率で抽選を行う。この際3種類の箱のいずれかから「ヤマサバーニング」ロゴが出現する。
- 前田慶次は、無限戦国RUSH時は背景が桜並木となる。通称「花道」。BGMも通常とは異なる。
  - 規定回数が0回、または規定回数分、パンク役を回避することで無限戦国RUSHとなる。
  - パンク役演出には阿国が登場する。
  - 慶次のみBG後（RT昇格も含む）以外でも無限RUSH背景・BGMでスタートする（通常背景・BGMでのスタートもある）。
  - 無限戦国RUSHに突入してから200Gで背景が夜桜での宴会場に変化する。400G以降は各キャラが踊り、以降はRUSH終了まで演出に変化はない。
  - 200G以降、五右衛門が花火を打ち上げる、阿国が慶次に告白するとボーナス確定で、確定画面が変化する。

## 家庭用ゲーム機
- 本機種はPlayStation 3に移植され、ビットウェイより「山佐デジワールドSP パチスロ戦国無双」として発売された（発売日：2007年9月6日）
  - 2007年8月17日、PLAYSTATION Storeにてフルハイビジョン（1080p）画質のプロモーションムービーが配信された。